# Cathédrale de la Résurrection (Smolny)
Pour les articles homonymes, voir Cathédrale de la Résurrection.
La cathédrale de la Résurrection, appelée aussi cathédrale Smolny, fait partie de l'ensemble architectural du couvent Smolny qui se trouve sur la rive gauche de la Neva à Saint-Pétersbourg. C'est un édifice religieux consacré à nouveau au culte orthodoxe depuis 2009 (après une longue interruption durant l'époque soviétique), mais aussi, depuis 1990, à des concerts de musique classique.

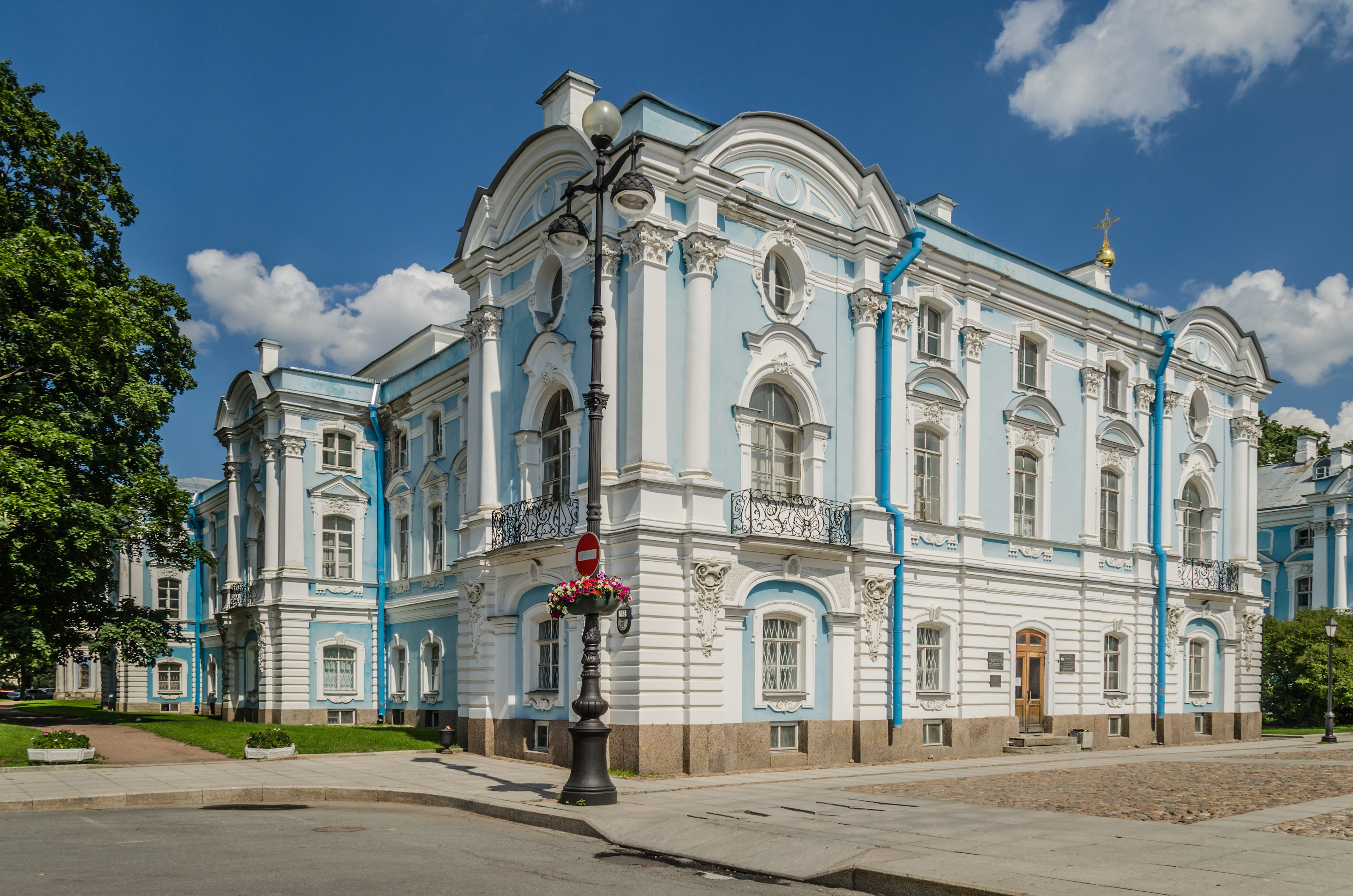
Couvent Smolny.

## Histoire
En 1730, Élisabeth Petrovna, fille de Pierre le Grand et de Catherine Ire, héritière du trône impérial, mais empêchée d'y accéder par des factions, décida à l'âge de 21 ans, qu'elle passerait les dernières années de sa vie dans le silence et le calme d'un monastère, entourée des soins de cent vingt jeunes filles. La future impératrice décida de faire construire un couvent à la place de la « maison de Smolny », le palais dans lequel elle avait passé sa jeunesse.  
Le complexe du couvent devait se composer d'une église, d'un clocher, d'un institut pour les jeunes filles de familles riches. Élisabeth choisit comme architecte : Bartolomeo Rastrelli. Cet architecte italien a dirigé la construction du palais Catherine et de nombreux autres édifices de la ville de Saint-Pétersbourg : palais d'Hiver, palais de Peterhof. Mais il est aussi maître dans le domaine de l'architecture religieuse qu'il renouvelle complètement. Il abandonne en effet l'austérité des églises de Pierre le Grand qui rappelait les temples de Hollande. Il renonce également aux flèches aiguës étrangères à la tradition russe et revient à la tradition des coupoles dorées.  
Surmontant les rivalités de succession au trône, Élisabeth devient impératrice en 1741. Elle poursuit son projet, et le 30 octobre 1748, une cérémonie grandiose est organisée pour la pose de la première pierre. À partir de 1749 les travaux sont dirigés par Christian Knobel, architecte qui avait déjà collaboré avec Rastrelli. Vers 1751, les travaux préparatoires et les fondations sont terminés. La construction de l'édifice lui-même peut débuter. Mais bientôt commence la guerre de Sept Ans avec la Prusse, après laquelle le financement de la construction n'est plus suffisant, ce qui ralentit les travaux. À partir de 1762, c'est l'architecte Georg Friedrich Veldten qui poursuivit les aménagements. L'ouverture de l'Institut pour les jeunes filles eut lieu le 27 juin 1764. L'impératrice était décédée deux ans auparavant.
Il porte le nom d'Institut Smolny et eut une importance dans l'histoire de Russie. L'Institut servit notamment de quartier général à Lénine et aux bolcheviks pendant la révolution de 1917.
L'achèvement de la cathédrale se réalisa sous la direction de l'architecte Vassili Stassov en 1835 seulement ; l'intérieur de celle-ci est décoré dans un style néo-classique.
La cathédrale de Smolny est fermée au culte en 1931, mais la décision à ce propos avait déjà été prise huit ans avant, en 1923. Un an auparavant, le 20 avril 1922 le pouvoir bolchevik avait décidé de confisquer toutes les propriétés ecclésiastiques. Toutefois l'iconostase de la cathédrale fut démontée beaucoup plus tard, en 1972 seulement. À la différence de beaucoup d'autres édifices religieux de Saint-Pétersbourg, la cathédrale de Smolny ne fut plus ouverte au culte. En 1990 l'église fut ouverte au public comme salle de concert et il en est encore ainsi aujourd'hui.
Le 24 mai 2009, l'évêque Ambroise Gatincky organisa un Te Deum dans la cathédrale, après une longue période sans célébrations religieuses. Puis, en 2010, la cathédrale fut à nouveau ouverte au culte. Le 7 avril 2010, lors de la fête de l'Annonciation, 87 ans après la confiscation par les pouvoirs bolchéviques, l'ouverture se fit solennellement. C'est le métropolite de Saint-Pétersbourg et Valdimir Ladojsky qui concélébrèrent l'office. La cathédrale Notre-Dame-de-Kazan de Saint-Pétersbourg offrit pour cette liturgie un autel antique. Pour cette journée, fut installée derrière l'autel une icône de la Sainte-Vierge, copie du tableau de Alexeï Venetsianov, conservée au Musée de l'État russe. Après cet office, la partie sud de la cathédrale fut ouverte régulièrement les dimanches. Les 6 et 7 janvier 2011, pour la première fois depuis 1917 eut lieu, dans la cathédrale, la célébration de la fête de Noël orthodoxe.
En 2010, en l'honneur de la 175e année de sa fondation, eut lieu une célébration officielle. L'hôtel des monnaies frappa une médaille de souvenir à cette occasion.

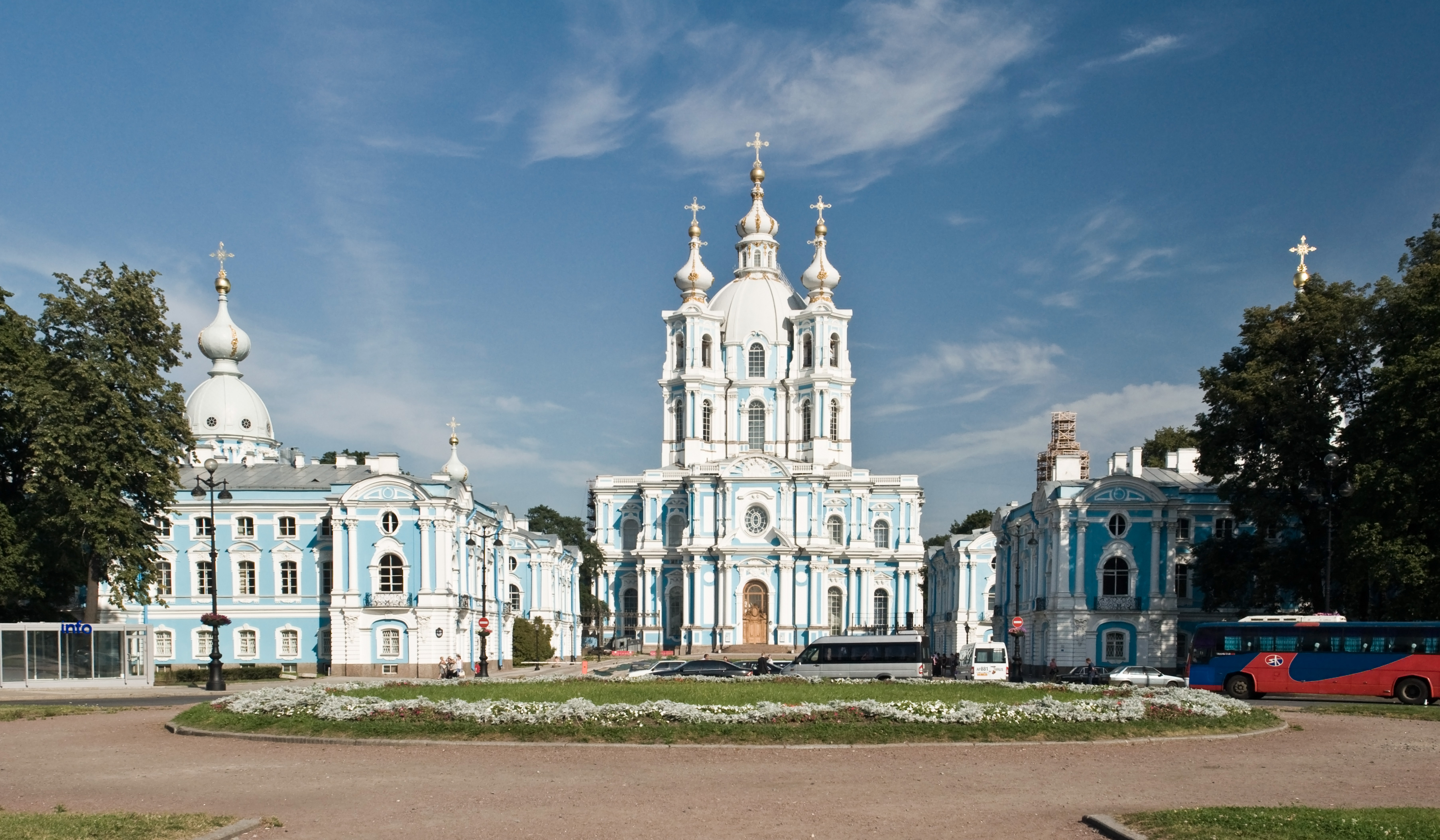
Cathédrale Smolny

### Projet de clocher
Suivant la maquette du couvent Smolny (conservée au musée de l'Académie russe des beaux-arts à Saint-Pétersbourg) un clocher de 140 mètres de haut de cinq étages était prévu à l'origine. Ce clocher aurait surpassé de 18 mètres en hauteur celui de la cathédrale Pierre-et-Paul de Saint-Pétersbourg, et aurait été un des plus grands d'Europe sinon le plus grand pour cette époque. Le premier niveau (rez) du clocher aurait dû être un arc de triomphe — entrée d'apparat au couvent, le premier — une dépendance de la cathédrale, et dans les trois étages supérieurs auraient été réparties les cloches du carillon. Le clocher aurait été couronné d'une petite tourelle à trois fenêtres rondes et une croix aurait été placée au faîte de l'édifice.
Cependant, il semble que cet ensemble du couvent Smolny resta sans clocher par la volonté de Rastrelli lui-même, et non par manque de moyens. La construction du clocher fut interrompue en 1756, soit avant l'entrée de l'Empire russe dans la guerre de Sept Ans, alors que ces circonstances auraient dû être décisives. Grâce à la maquette, l'architecte a compris qu'il s'était peut-être trompé et n'a conservé que l'aspect dominant du bâtiment de la cathédrale elle-même. D'autres choix architecturaux sont également absents sur la maquette.

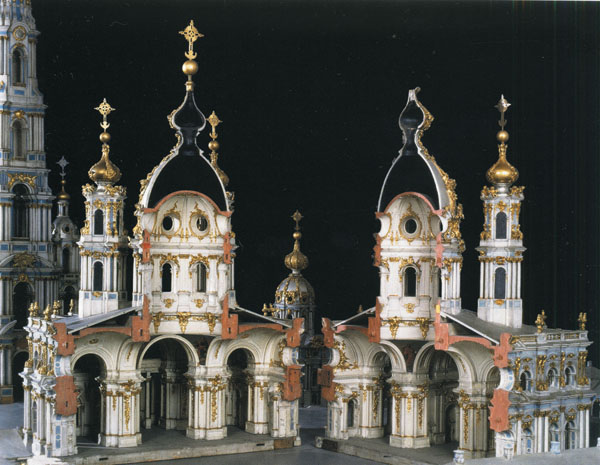
maquette du couvent de Smolny
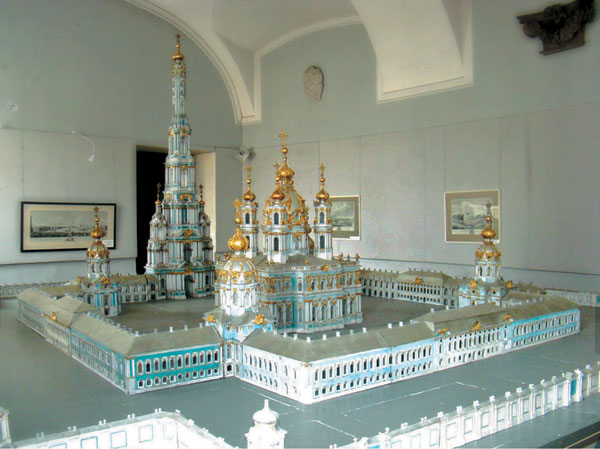
Маquette, créée par Lorentzo et Knobel avec la Tour

## Architecture
Le plan du couvent est en forme de croix grecque, avec au centre la cathédrale et aux quatre coins 4 petites églises. La hauteur de l'édifice est de 93,7 mètres. Construit dans le style somptueux du baroque de l'époque d'Élisabeth il comprend également des éléments architecturaux tels que des lucarnes, un fronton sculpté, des murs peints d'une couleur bleu clair, la coupole en gris. Cette cathédrale à 5 coupoles est réalisée de manière inhabituelle.
À l'origine du projet, Rastrelli avait planifié la construction d'une cathédrale à une seule coupole comme les cathédrales européennes, mais l'impératrice Élisabeth exigea que le plan soit établi suivant les critères orthodoxes habituels, c'est-à-dire en cinq coupoles. Finalement, la cathédrale fut construite comme le demandait l'impératrice, mais une seule coupole domine l'édifice, les quatre autres étant de petits clochers. La coupole centrale est posée sur un tambour et, par ses mesures, est nettement plus importante que les petites. Elle a la forme d'un casque, couronné par un lanterneau surmonté d'un clocher à bulbe ou oignon, ce qui nécessite une base de dimension importante. Quatre clochers identiques, de formes concaves et à deux étages ; le second étage étant, sur chaque clocher, couronné d'un bulbe.
La façade inférieure de la cathédrale fait penser plutôt à un palais qu'à une église par son style architectural. Le premier étage, avec ses 5 composantes qui s'élancent vers le ciel est plus léger. Les quatre églises situées au angles du tambour sont accolées et semblent faire partie de la coupole centrale dans la partie inférieure. Chacune d'elles possède une coupole en forme de casque, couronne la partie centrale, et donne à l'ensemble une belle dimension. La solution architecturale de Rastrelli crée une illusion de dimensions inhabituelles. Au fur et à mesure que l'on s'approche, la dimension de la cathédrale semble diminuer, sans perdre son caractère majestueux.
Sans pour cela être toujours des admirateurs inconditionnels du style baroque, les architectes professionnels rendent hommage à la création de B.F. Rastrelli, la perfection de ses proportions et l'élégance de sa décoration. Selon la légende, l'architecte Giacomo Quarenghi, représentant d'une tendance différente en architecture, en dépit de son caractère peu conciliant, et malgré le fait qu'il était franchement hostile aux conceptions de Rastrelli, s'exclama en face de l'entrée principale de la cathédrale de Smolny, se tournant vers elle et enlevant son chapeau : « Ecco una chiesa ! » (« Voilà une église ! »). 

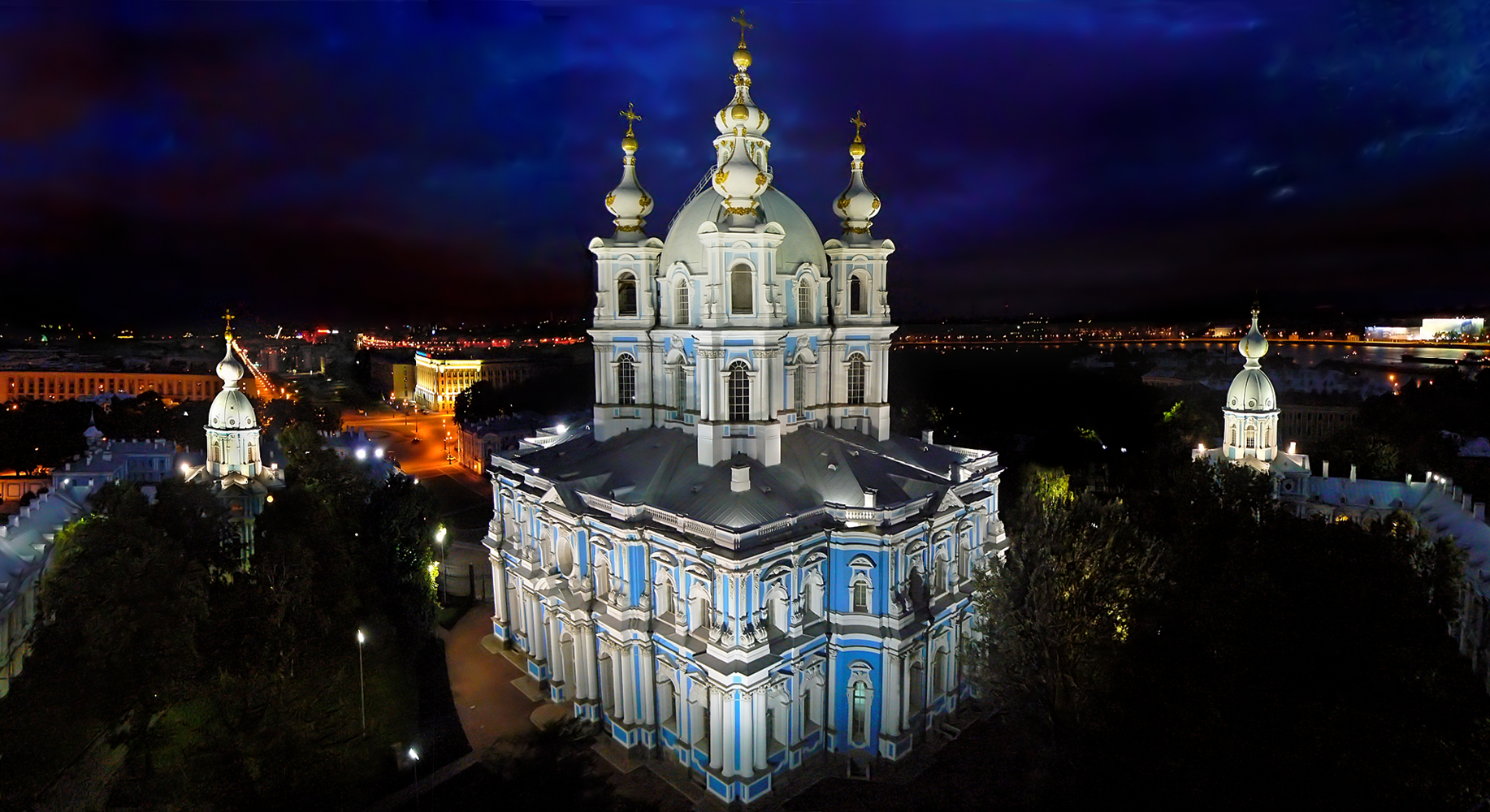
cathédrale de nuit
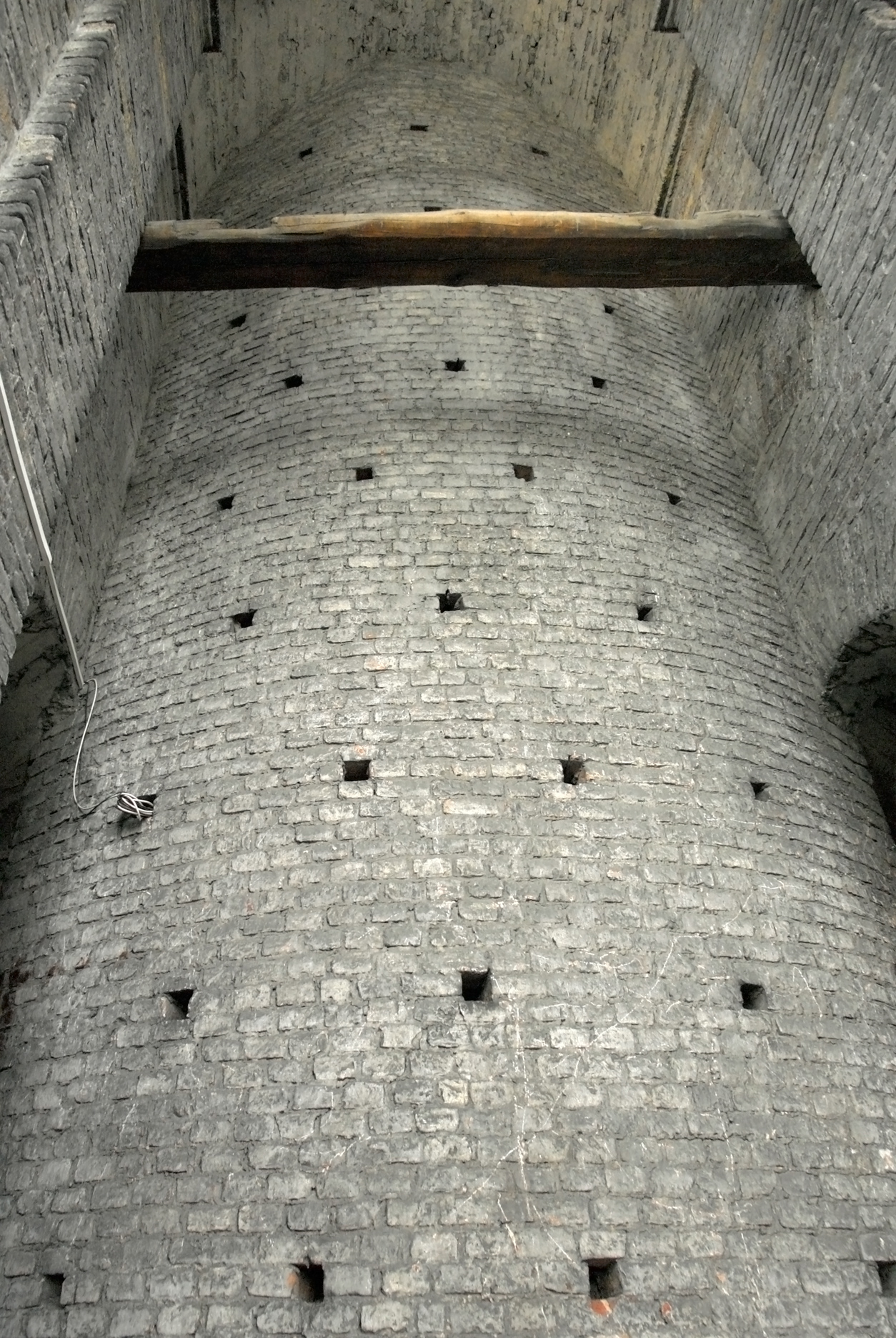
Tour intérieure
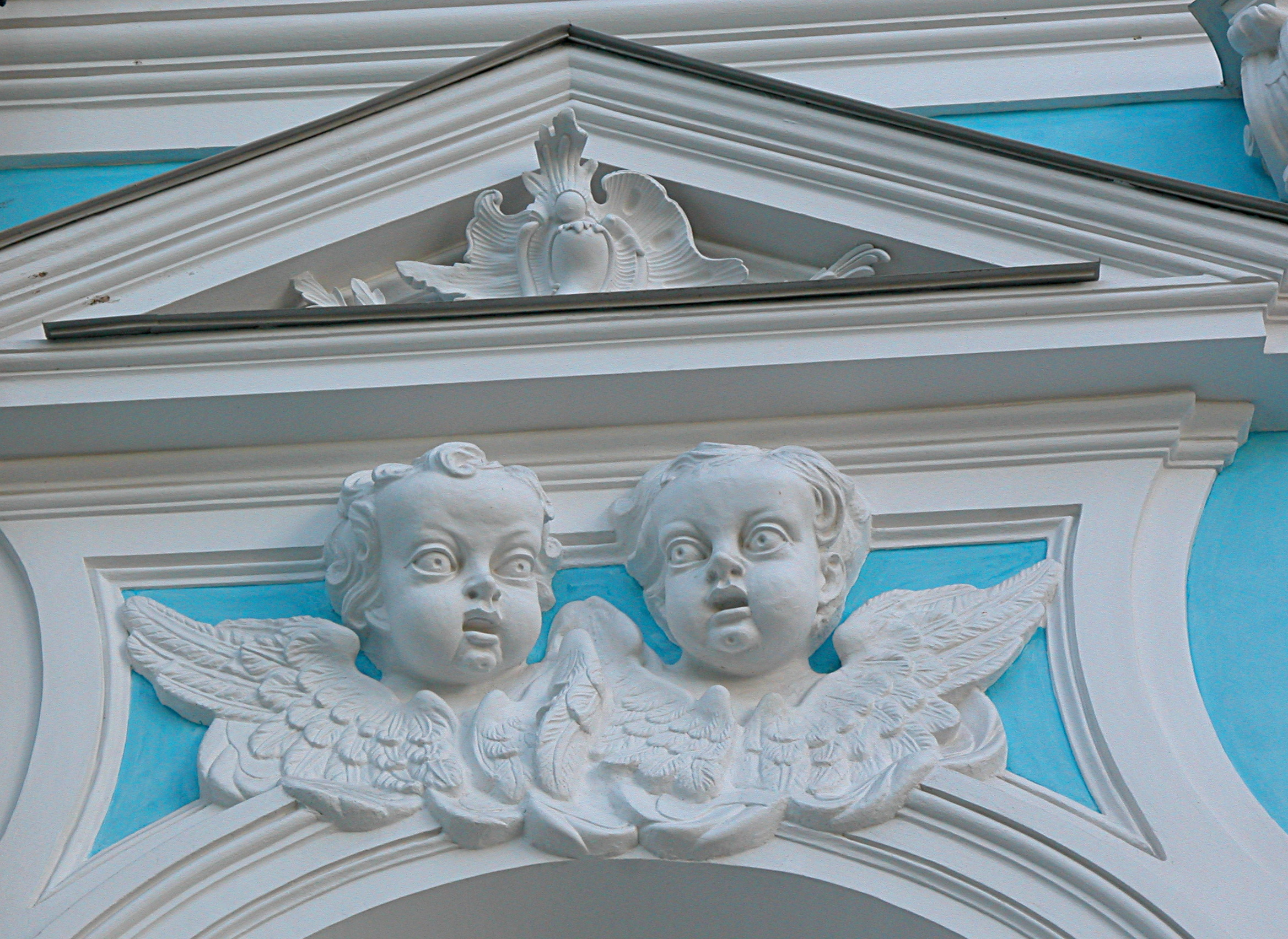
Anges sur la façade

## Source
- (ru) Cet article est partiellement ou en totalité issu de l’article de Wikipédia en russe intitulé « Смольный собор » (voir la liste des auteurs).